# Wakasugi Takuya
Takuya Wakasugi (sinh ngày 24 tháng 11 năm 1993) là một cầu thủ bóng đá người Nhật Bản.

## Sự nghiệp câu lạc bộ
Takuya Wakasugi đã từng chơi cho LB-BRB Tokyo và Roasso Kumamoto.